# Coconino megye
Coconino megye az Amerikai Egyesült Államokban, azon belül Arizona államban található. Megyeszékhelye és legnagyobb városa Flagstaff. Lakosainak száma 145 101 fő (2020. április 1.). Coconino megye Mohave, Yavapai, Gila, Navajo, San Juan és Kane megyékkel határos.

## Népesség
A megye népességének változása:
| Lakosok száma | 133 929 | 134 166 | 135 862 | 136 539 | 139 097 | 145 101 |
|               | 2010    | 2011    | 2012    | 2013    | 2015    | 2020    |